# بنیک هوهانیسیان
بنیک هاملتی هوهانیسیان (ارمنی: Բենիկ Համլետի Հովհաննիսյան؛ زادهٔ ۱ مهٔ ۱۹۹۳ در ایروان) بازیکن فوتبال در پست هافبک اهل ارمنستان است.

## باشگاهی
از باشگاه‌هایی که در آن بازی کرده‌است می‌توان به بانانتس، آلاشکرت، آرارات ایروان و نوآ اشاره کرد.

### آمار باشگاهی
تا تاریخ match played 2۲ سپتامبر ۲۰۲۰
| باشگاه        | فصل           | لیگ           | لیگ    | لیگ   | جام حذفی | جام حذفی | قاره ای | قاره ای | سایر   | سایر  | مجموعا | مجموعا |
| باشگاه        | فصل           | دسته          | حضورها | گل ها | حضورها   | گل ها    | حضورها  | گل ها   | حضورها | گل ها | حضورها | گل‌ها   |
| ------------- | ------------- | ------------- | ------ | ----- | -------- | -------- | ------- | ------- | ------ | ----- | ------ | ------ |
| اورارتو       | ۲۰۱۰          | لیگ برتر      | ۱      | ۰     | ۰        | ۰        | —       | —       | —      | —     | ۱      | ۰      |
| اورارتو       | ۲۰۱۱          | لیگ برتر      | ۱۷     | ۰     | ۲        | ۰        | ۱       | ۰       | ۱      | ۰     | ۲۱     | ۰      |
| اورارتو       | ۱۳–۲۰۱۲       | لیگ برتر      | ۵      | ۱     | ۰        | ۰        | —       | —       | —      | —     | ۵      | ۱      |
| اورارتو       | مجموعا        | مجموعا        | ۲۳     | ۱     | ۲        | ۰        | ۱       | ۰       | ۱      | ۰     | ۲۷     | ۱      |
| آلاشکرت       | ۱۴–۲۰۱۳       | لیگ برتر      | ۰      | ۰     | ۰        | ۰        | —       | —       | —      | —     | ۰      | ۰      |
| آلاشکرت       | ۱۵–۲۰۱۴       | لیگ برتر      | ۲      | ۰     | ۰        | ۰        | —       | —       | —      | —     | ۲      | ۰      |
| آلاشکرت       | مجموعا        | مجموعا        | ۲      | ۰     | ۰        | ۰        | -       | -       | -      | -     | ۲      | ۰      |
| آرارات ایروان | ۲۰۱۵–۱۶       | لیگ برتر      | ۲۳     | ۲     | ۲        | ۰        | —       | —       | —      | —     | ۲۵     | ۲      |
| آلاشکرت       | ۲۰۱۶–۱۷       | لیگ برتر      | ۳      | ۰     | ۰        | ۰        | ۰       | ۰       | ۰      | ۰     | ۳      | ۰      |
| آلاشکرت       | ۲۰۱۷–۱۸       | لیگ برتر      | ۲      | ۰     | ۰        | ۰        | ۰       | ۰       | ۰      | ۰     | ۲      | ۰      |
| آلاشکرت       | ۲۰۱۸–۱۹       | لیگ برتر      | ۰      | ۰     | ۰        | ۰        | ۰       | ۰       | ۱      | ۰     | ۱      | ۰      |
| آلاشکرت       | مجموعا        | مجموعا        | ۵      | ۰     | ۰        | ۰        | ۰       | ۰       | ۱      | ۰     | ۶      | ۰      |
| نوآ           | ۲۰۱۸–۱۹       | لیگ برتر      | ۱۳     | ۰     | ۰        | ۰        | —       | —       | —      | —     | ۱۳     | ۰      |
| نوآ           | ۲۰۱۹–۲۰       | لیگ برتر      | ۱۸     | ۰     | ۳        | ۱        | —       | —       | —      | —     | ۲۱     | ۱      |
| نوآ           | ۲۰۲۰–۲۱       | لیگ برتر      | ۴      | ۱     | ۰        | ۰        | ۱       | ۰       | ۱      | ۰     | ۶      | ۱      |
| نوآ           | مجموعا        | مجموعا        | ۳۵     | ۱     | ۳        | ۱        | ۱       | ۰       | ۱      | ۰     | ۴۰     | ۲      |
| مجموع باشگاهی | مجموع باشگاهی | مجموع باشگاهی | ۸۸     | ۴     | ۷        | ۱        | ۲       | ۰       | ۳      | ۰     | ۱۰۰    | ۵      |

1. 1 2  حضورها در لیگ اروپا
2. 1 2 3 4 5  حضورها در سوپر جام فوتبال ارمنستان
3. 1 2  حضورها در لیگ قهرمانان اروپا
4. ↑  حضورها در لیگ قهرمانان اروپا & لیگ اروپا

## تیم ملی
وی همچنین در زیر ۱۹ سال ارمنستان، زیر ۲۱ سال ارمنستان و تیم ملی فوتبال ارمنستان بازی کرده‌است. هوهانیسیان همچنین نخستین و تنها بازی ملی خود در تیم ملی فوتبال ارمنستان را که یک بازی دوستانه بود در تاریخ در کارسون، کالیفرنیا مقابل گواتمالا انجام داده‌است.
| تیم ملی فوتبال ارمنستان | تیم ملی فوتبال ارمنستان | تیم ملی فوتبال ارمنستان |
| سال                     | حضورها                  | گل‌ها                    |
| ----------------------- | ----------------------- | ----------------------- |
| ۲۰۱۶                    | ۱                       | ۰                       |
| مجموعا                  | ۱                       | ۰                       |

Statistics accurate as of match played 28 May 2016